# Heinrich Dieckmann (Maler)

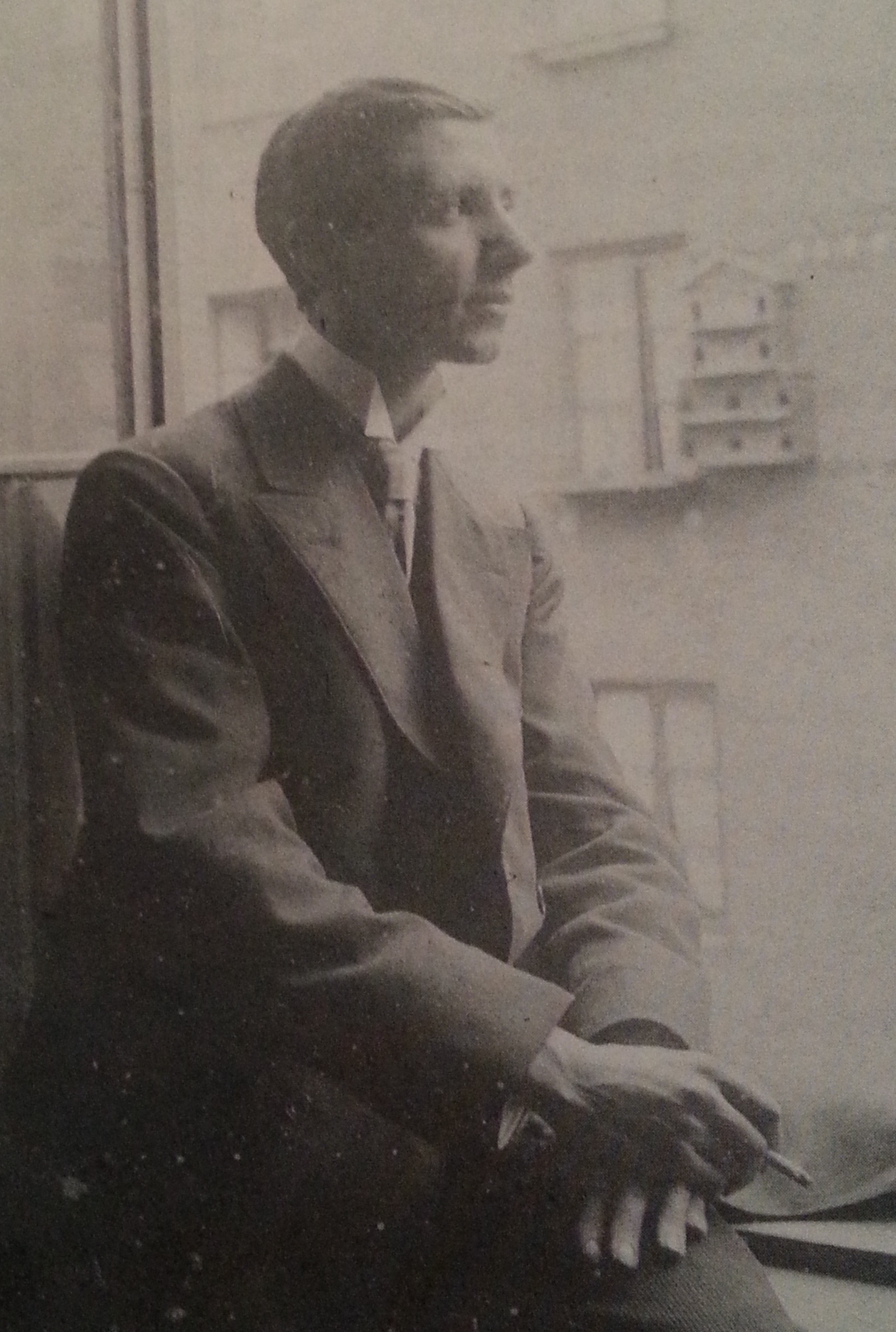
Heinrich Dieckmann ca. 1913

Heinrich Maria Dieckmann (* 7. März 1890 in Kempen; † 11. April 1963 in Mönchengladbach) war ein deutscher Maler und Designer. Er war ein Vertreter des Expressionismus in Deutschland, der sich vor allem der sakralen Kunst widmete. Dieckmann gilt als Mitbegründer der modernen, sakralen Glasmalerei.

## Leben
Heinrich Dieckmann war das älteste der acht Kinder von Stephan Dieckmann (1852–1935), Oberlehrer an der Kempener Taubstummenschule und dessen Frau Christine (1864–1937). In dem stark katholisch engagierten Elternhaus – der Vater war unter anderem Vizepräses des katholischen Arbeitervereins und mehrere Jahre Stadtrat, in der Verwandtschaft gab es mehrere Pfarrer und Ordensmitglieder – wurden seine pädagogischen Fähigkeiten geprägt.
Nach dem Besuch der Volksschule ging Dieckmann ab 1900 auf das Kempener Gymnasium Thomaeum, das er jedoch bereits 1908 mit der Mittleren Reife verließ, um vom 27. April 1908 bis zum 23. März 1910 als Halbschüler an der Krefelder Handwerker- und Kunstgewerbeschule (einem Vorläufer der heutigen Hochschule Niederrhein) zu studieren. Krefeld hatte sich mit der Eröffnung des unter Leitung von Friedrich Deneken stehenden Kaiser-Wilhelm-Museums Ende 1897 zu einem Zentrum der künstlerischen Moderne entwickelt. Krefeld wurde ein Brennpunkt für die neuen Kunstströmungen aus Belgien, den Niederlanden und Paris. Deneken war, ebenso wie der Leiter der Kunstgewerbeschule, der Hamburger Architekt Carl Wolbrandt, ein Anhänger der Idee des 1907 gegründeten Deutschen Werkbundes, die überkommene Trennung zwischen „freier Kunst“ und „angewandter Kunst“ aufzuheben.
Dieckmann besuchte die Klasse für dekorative Malerei und Naturstudien von Jan Thorn Prikker sowie die Klasse für Porträt- und Aktzeichnen von August Nielsen. Er befreundete sich mit Thorn Prikker und blieb bis in die 1920er Jahre mit ihm in Kontakt, als Thorn Prikker an der Münchner Kunstgewerbeschule und später an der Düsseldorfer Kunstakademie lehrte. Kommilitonen von Dieckmann in Krefeld waren unter anderem Heinrich Campendonk, Walter Giskes, Wilhelm Wieger und Helmuth Macke (Cousin von August Macke). Campendonk, Wieger und Helmuth Macke waren mit Dieckmann befreundet, auch Heinrich Nauen gehörte zum Freundeskreis. Die Studenten hatten auch Kontakte zu Künstlern aus dem Kreis der „Brücke“ und des „Blauen Reiters“. Dieckmann kannte wahrscheinlich auch die moderne Gemäldesammlung des 1902 zunächst in Hagen eröffneten Museums Folkwang von Karl Ernst Osthaus. 1909 reiste Dieckmann nach Den Haag und besichtigte verschiedene Kunstmuseen.
Nach der Auflösung des Krefelder Künstlerkreises absolvierte Dieckmann von 1910 von 1913 das Abitur als externer Schüler eines humanistischen Gymnasiums in Krefeld. Zwischen 1913 und 1914 begann er ein Kunstgeschichtsstudium an der Universität München bei Heinrich Wölfflin und Fritz Burger. 1914 wechselte er an die Rheinische Friedrich-Wilhelms-Universität Bonn, wo er sich, wie sein Bruder Josef ein Jahr zuvor, für Theologie einschrieb. Zusätzlich hörte er unter anderem auch kunsthistorische Vorlesungen bei Paul Clemen und Wilhelm Worringer. Mit Beginn des Ersten Weltkrieges wurde Dieckmann Soldat und geriet während der Lorettoschlacht in französische Kriegsgefangenschaft, aus der er 1920 entlassen wurde. 1921 setzte er sein Kunstgeschichtsstudium an der Universität zu Köln bei Albert Erich Brinckmann fort, wechselte aber schon 1922 wieder nach Bonn. In Bonn wurde er 1924 wegen mangelnder Teilnahme exmatrikuliert, nachdem er 1923 eine Lehrtätigkeit an der Krefelder Handwerker- und Kunstgewerbeschule aufgenommen hatte. 21. August 1930 heiratete er die Porzellanmalerin Maria (Mia) Lünenborg. 1930 war Dieckmann Mitherausgeber der Kirchenzeitung „Weltwarte“ und wurde im gleichen Jahr als Professor und Direktor der Handwerker- und Kunstgewerbeschule in Trier berufen. Unter seiner Leitung entwickelte diese sich zu einer der führenden Einrichtungen in Deutschland. 1934 wurde Dieckmann von den Nationalsozialisten aus dem Dienst entfernt. In der Zeit des Nationalsozialismus zog Dieckmann mit seiner Familie nach Köln, wo er als freischaffender Künstler tätig war. Vor den alliierten Bombenangriffen flüchtete die Familie gegen Kriegsende nach Bad Honnef. 1947 wurde er wieder als Leiter der Schule eingesetzt und blieb in dieser Position bis 1953. Nach seiner Pensionierung siedelte Dieckmann nach Mönchengladbach über, wo er bis zu seinem Lebensende weiterhin als Künstler tätig war. In Mönchengladbach führte er gemeinsam mit seiner Frau ein „offenes Haus“, das zum Treffpunkt des Künstlerkreises im „Kabuff“ wurde.
1963 starb Dieckmann an einem Herzversagen. Seine Heimatstadt Kempen benannte eine Straße nach dem Künstler.

## Werk

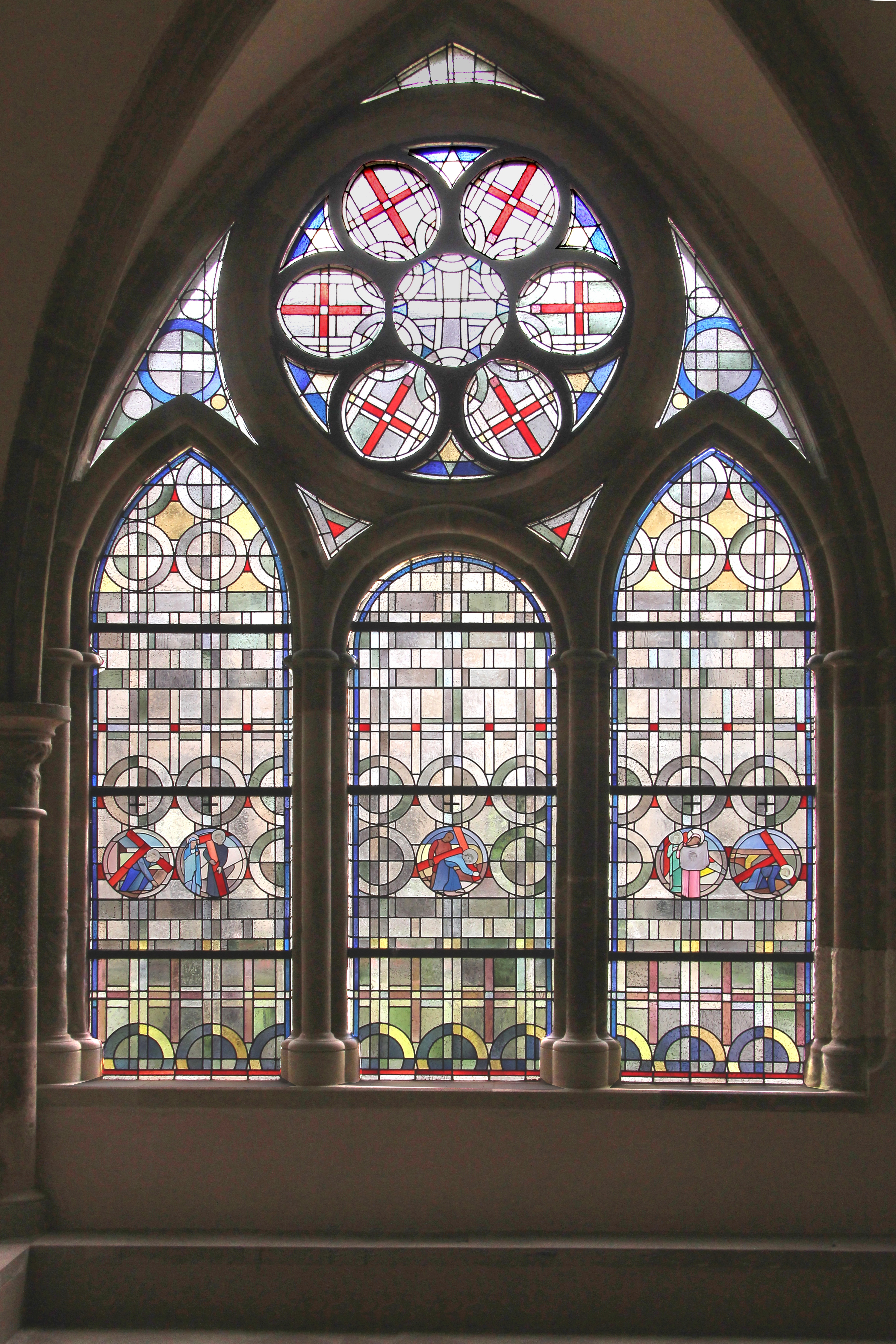
Fenster von Heinrich Dieckmann in der Weihbischofskapelle des Trierer Doms, 1954

Dieckmann befasste sich vorwiegend mit Monumentalmalerei, Glasmalerei, Wandmalerei und Mosaikkunst im öffentlichen, meist kirchlichen Umfeld. Zu seinen Lebzeiten hatte Dieckmann daher bewusst keine Einzelausstellung. Außerdem fertigte er Tafelbilder und Druckgrafiken, entwarf Möbelstücke und Paramente.
Dieckmanns Gesamtwerk umfasst über 1500 Arbeiten. Seine sakralen Werke sind in rund 60 Kirchen im Rheinland und in der Umgebung von Trier zu sehen. Zu seinen Werken zählen das Chorfenster in Kloster Marienthal bei Wesel, das 1927 auf der großen Juryfreien Kunstausstellung in Berlin gezeigt wurde, Fenster im Trierer Dom und die in den Nachkriegswirren verschollenen Fenster in St. Aposteln in Köln.
Weiter Glasfenster Dieckmanns finden, bzw. befanden sich in:
- Duisburg-Ruhrort, Kath. Kirche St. Maximilian
- Duisburg-Ruhrort, Schifferkinderheim St. Nikolausburg
- Frankfurt-Zeilsheim, St. Bartholomäus, Wandgemälde
- Grefrath, Kath. Kirche St. Laurentius
- Grefrath-Mülhausen, Kath. Pfarrkirche Sankt Heinrich
- Hamminkeln, Kloster Marienthal
- Heinsberg-Karken, Kath. Kirche St. Kirche Severin
- Kempen, Kath. Kirche St. Mariä Geburt
- Kempen-St. Hubert, Kath. Kirche St. Hubert
- Krefeld-Hüls, Kath. Kirche St. Cyriakus
- Krefeld-Oppum, Kath. Kirche Hl. Schutzengel
- Moers, Kath. Kirche St.-Josef
- Mönchengladbach-Geneicken, Kath. Kirche St. Franziskus
- Mönchengladbach-Pongs, Kath. Kirche Herz Jesu
- Mönchengladbach-Wickrath, Kath. Kirche St. Antonius
- Rommerskirchen-Hoeningen, Kath. Kirche St. Stephanus
- Straelen-Broekhuysen, Kath. Kirche St. Cornelius

Zahlreiche Glasfenster entstanden in Zusammenarbeit mit der Glaswerkstatt Derix.
Neben der sakralen Kunst gestaltete er auch Gebrauchsgegenstände. 1923 belebte Dieckmann zusammen mit Heribert Reiners die Tradition der niederrheinischen Bauerntöpferei mit sakralen Motiven.
Die meisten seiner Gemälde befinden sich in Privatbesitz, sind nicht öffentlich zugänglich und kaum auf Ausstellungen gezeigt.